# Phasaël (toren)

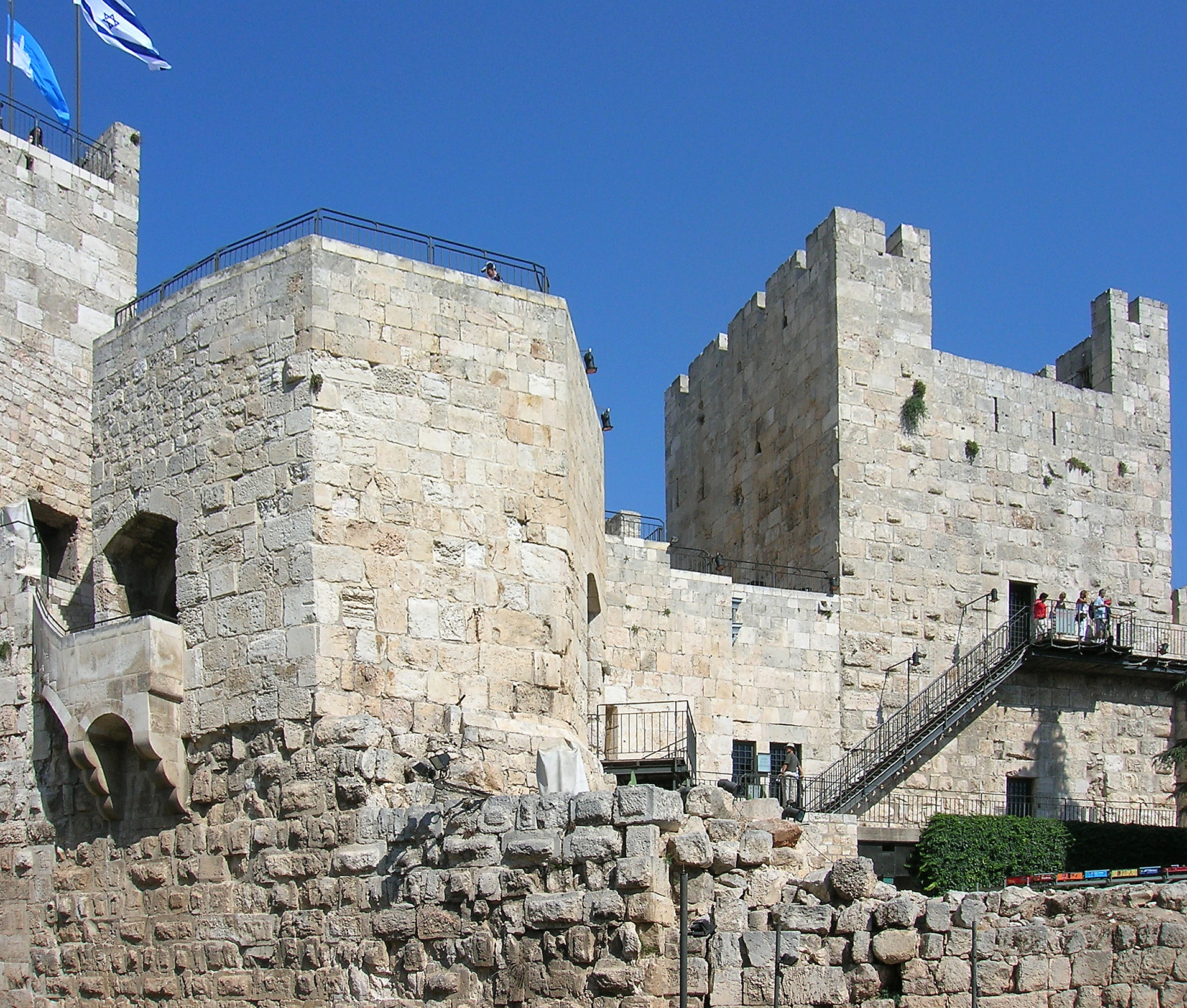
De toren Phasaël
(de huidige Davidstoren)

De toren Phasaël maakte samen met de torens Hippicus en Mariamne deel uit van de verdedigingswerken die Herodes de Grote in Jeruzalem liet bouwen. De torens waren dicht bij elkaar gelegen bij de belangrijkste toegangspoort tot de stad, bij de tegenwoordige Jaffa poort. De toren Phasaël was genoemd naar Herodes' broer Phasaël, die bij de staatsgreep van Antigonus gevangen was genomen en zelfmoord pleegde (later noemde Herodes ook nog de stad Phasaëlis naar zijn broer). De toren Mariamne was genoemd naar Herodes' Hasmonese vrouw Mariamne, die hij zelf had laten ombrengen maar om wie hij de rest van zijn leven rouwde. De toren Hippicus was genoemd naar een vriend van Herodes. De torens stonden in verbinding met het Paleis van Herodes.
Bij de verovering van Jeruzalem door de Romeinen in 70 na Chr., bleef alleen de toren Phasaël gespaard. Legionairs van het Legio X Fretensis restaureerden de toren na de oorlog. De torens Mariamne en Hippicus werden in de oorlog verwoest.
In de loop van de Middeleeuwen werd de toren omgedoopt tot Davidstoren. In de loop van de geschiedenis is de toren verschillende keren gerestaureerd en verder uitgebouwd, maar het onderste deel van de toren zoals die tegenwoordig in Jeruzalem te zien is, is nog steeds de door Herodes gebouwde toren.